# Нагірнянська сільська рада
Нагірня́нська сільська́ ра́да — колишня адміністративно-територіальна одиниця та орган місцевого самоврядування в Жашківському районі Черкаської області. Адміністративний центр — село Нагірна.

## Загальні відомості
- Населення ради: 1 315 осіб (станом на 2001 рік)

## Населені пункти
Сільській раді були підпорядковані населені пункти:
- с. Нагірна
- с-ще Костянтинівка
- с. Побійна

## Склад ради
Рада складалась з 16 депутатів та голови.
- Голова ради: Лісецький Василь Іванович
- Секретар ради: Мартинюк Ніна Петрівна

### Керівний склад попередніх скликань
| Прізвище, ім'я, по батькові | Основні відомості                                                 | Дата обрання | Дата звільнення |
| --------------------------- | ----------------------------------------------------------------- | ------------ | --------------- |
| Лісецький Василь Іванович   | Сільський голова, 1971 року народження, освіта вища, безпартійний | 26.03.2006   | 31.10.2010      |
| Лісецький Василь Іванович   | Сільський голова, 1971 року народження, освіта вища, безпартійний | 31.10.2010   |                 |

Примітка: таблиця складена за даними сайту Верховної Ради України

### Депутати
За результатами місцевих виборів 2010 року депутатами ради стали:

#### За суб'єктами висування
| Суб'єкт висування               | Кількість обраних депутатів | %    |
| ------------------------------- | --------------------------- | ---- |
| Самовисування                   | 8                           | 50   |
| Партія регіонів                 | 7                           | 43,8 |
| Політична партія «Наша Україна» | 1                           | 6,3  |

#### За округами
| № округу                        | Прізвище, ім'я, по батькові    | Дата визнання обраним | Освіта             | Партійна приналежність | Відомості про обраного депутата                               |
| ------------------------------- | ------------------------------ | --------------------- | ------------------ | ---------------------- | ------------------------------------------------------------- |
| Партія регіонів                 |                                |                       |                    |                        |                                                               |
| 2                               | Лучко Оксана Віталіївна        | 01.11.2010            | незакінчена вища   | член Партії регіонів   | загальноосвітня школа І-ІІІ ст., педагог-організатор          |
| 3                               | Петрук Сергій Васильович       | 01.11.2010            | вища               | член Партії регіонів   | Підприємство «О Агро Акмі», менеджер                          |
| 7                               | Онищук Ольга Миколаївна        | 01.11.2010            | вища               | член Партії регіонів   | загальноосвітня школа І-ІІІ ст., вчитель                      |
| 9                               | Коберник Микола Володимирович  | 01.11.2010            | середня спеціальна | член Партії регіонів   | ТОВ «Прогрес», водій                                          |
| 12                              | Богач Світлана Степанівна      | 01.11.2010            | середня спеціальна | член Партії регіонів   | загальноосвітня школа І-ІІІ ст., техпрацівник                 |
| 13                              | Лавренюк Віктор Володимирович  | 01.11.2010            | середня спеціальна | член Партії регіонів   | ТОВ «Прогрес», тракторист                                     |
| 14                              | Купчук Світлана Іванівна       | 01.11.2010            | вища               | член Партії регіонів   | загальноосвітня школа І-ІІІ ст., заступник директора          |
| Політична партія «Наша Україна» |                                |                       |                    |                        |                                                               |
| 5                               | Сліпенко Світлана Валеріївна   | 01.11.2010            | середня спеціальна | позапартійна           | Нагірнянська сільська рада, землевпорядник                    |
| Самовисування                   |                                |                       |                    |                        |                                                               |
| 1                               | Бойченко Василь Миколайович    | 01.11.2010            | середня спеціальна | позапартійний          | Газове господарство, спостерігач                              |
| 4                               | Кулибаба Людмила Анатоліївна   | 16.01.2012            | вища               | позапартійний          | Нагірнянська сільська рада, секретар виконкому                |
| 6                               | Тернавська Світлана Петрівна   | 01.11.2010            | вища               | позапартійна           | ТОВ «Прогрес», бухгалтер                                      |
| 8                               | Панасюк Людмила Федорівна      | 01.11.2010            | вища               | позапартійна           | тимчасово не працює                                           |
| 10                              | Буднік Сергій Миколайович      | 01.11.2010            | середня спеціальна | позапартійний          | ТОВ «Прогрес», обліковець                                     |
| 11                              | Побережець Андрій Васильович   | 01.11.2010            | вища               | позапартійний          | ТОВ «Прогрес», спеціаліст з охорони праці                     |
| 15                              | Сорокіна Наталія Андріївна     | 01.11.2010            | середня спеціальна | позапартійна           | Побійнянське відділення зв'язку, начальник відділення зв'язку |
| 16                              | Євтушенко Валентина Михайлівна | 01.11.2010            | середня спеціальна | позапартійна           | Побійнянське відділення зв'язку, листоноша                    |